# Брезини
Брезини (словац. Breziny, угор. Zólyomberezna) — село, громада в окрузі Зволен, центральна Словаччина. Кадастрова площа громади — 5,48 км². Населення — 374 особи (за оцінкою на 31 грудня 2017 р.).

## Населення
| Рік:            | 1994. | 2004. | 2014.   | 2024.   |
| --------------- | ----- | ----- | ------- | ------- |
| Кількість осіб: | 310   | 341   | 358     | 377     |
| Різниця:        |       | +10 % | +4,98 % | +5,30 % |

| Рік:            | 2023. | 2024.   |
| --------------- | ----- | ------- |
| Кількість осіб: | 370   | 377     |
| Різниця:        |       | +1,89 % |